# Tainted Love
Tainted Love är en sång, skriven av Ed Cobb, som ursprungligen spelades in av Gloria Jones på 1960-talet. 1975 spelade hon in den på nytt för att inkludera den på albumet Vixen. Låten producerades då av Jones make Marc Bolan. Än mer känd blev låten dock när synthgruppen Soft Cell 1981 gjorde en cover av den, och fick en stor listhit.
Låten har sedan spelats in flera gånger, bland annat av Marilyn Manson, Dave Phillips and The Hot Rod Gang, Scorpions, Milk Inc, The Soul Preachers, The Pussycat Dolls, Imelda May, Leather Strip och Sepultura, Boppin' B, pyskobillygruppen The Ripmen samt The Go Getters. De tre sistnämnda kan beskrivas att representera musikstilen rockabilly.